# Filipijns curlingteam (gemengd)
Het Filipijns curlingteam vertegenwoordigt de Filipijnen in internationale curlingwedstrijden.

## Geschiedenis
De Filipijnse Curlingfederatie werd in 2023 opgericht. Het nationale team (gemengd) debuteerde in 2024 op het mondiale curlingtoneel tijdens de achtste editie van het wereldkampioenschap voor gemengde landenteams. De Filipijnen werden vertegenwoordigd door een team onder leiding van skip Chad Alojipan. De Filipijnen eindigden als zesendertigste.

## Filipijnen op het wereldkampioenschap
| Jaar | Plaats        | Skip           | WG            | W             | V             | PV            | PT            |
| ---- | ------------- | -------------- | ------------- | ------------- | ------------- | ------------- | ------------- |
| 2015 | Geen deelname | Geen deelname  | Geen deelname | Geen deelname | Geen deelname | Geen deelname | Geen deelname |
| 2016 | Geen deelname | Geen deelname  | Geen deelname | Geen deelname | Geen deelname | Geen deelname | Geen deelname |
| 2017 | Geen deelname | Geen deelname  | Geen deelname | Geen deelname | Geen deelname | Geen deelname | Geen deelname |
| 2018 | Geen deelname | Geen deelname  | Geen deelname | Geen deelname | Geen deelname | Geen deelname | Geen deelname |
| 2019 | Geen deelname | Geen deelname  | Geen deelname | Geen deelname | Geen deelname | Geen deelname | Geen deelname |
| 2022 | Geen deelname | Geen deelname  | Geen deelname | Geen deelname | Geen deelname | Geen deelname | Geen deelname |
| 2023 | Geen deelname | Geen deelname  | Geen deelname | Geen deelname | Geen deelname | Geen deelname | Geen deelname |
| 2024 | 36            | Chad Aloijipan | 7             | 0             | 7             | 15            | 82            |